# Send in the Clowns
Send in the Clowns – utwór muzyczny skomponowany przez Stephena Sondheima do musicalu A Little Night Music z 1973 roku.

## Geneza utworu
Utwór wykonywany jest w drugim akcie musicalu przez bohaterkę Desirée. Wspomina ona swoje dotychczasowe życie i wszystkie rozczarowania, jakich doświadczyła, m.in. romans z mężczyzną o imieniu Fredrik. Po latach, dowiedziawszy się o jego nieszczęśliwym małżeństwie, Desirée proponuje mu ślub. Fredrik jednak odmawia, uzasadniając to oddaniem dla swojej żony. Wówczas Desirée wykonuje utwór.
„Send in the Clowns” jest utworem utrzymanym w konwencji ballady, o metrum złożonym regularnym, trójdzielnym. Sondheim napisał go specjalnie dla Glynis Johns, oryginalnie wcielającej się w rolę Desirée, w ciągu dwóch dni, w trakcie już trwających prób do spektaklu.
Piosenka nie od razu stała się przebojem. W 1975 roku Judy Collins nagrała jej własną wersję na album Judith, która dotarła ostatecznie do 19. miejsca amerykańskiej listy Billboard Hot 100. Wcześniej, w 1973 roku, „Send in the Clowns” nagrał także Frank Sinatra, a później także Shirley Bassey (1975), Grace Jones (1977) i Elaine Paige (1983). Bing Crosby nagrał ten utwór w 1975 roku i umieścił go na swoim albumie That’s What Life Is All About.
W roku 1985 utwór nagrała Barbra Streisand, i umieściła na swojej płycie The Broadway Album. Specjalnie dla niej, Stephen Sondheim napisał dodatkową zwrotkę utworu. „Send in the Clowns” zostało wydane jako drugi singel promujący The Broadway Album, i stało się częstą pozycją koncertowego repertuaru Streisand.